# Reprezentacja Kanady w piłce siatkowej kobiet
Reprezentacja Kanady w piłce siatkowej kobiet to narodowa reprezentacja tego kraju, reprezentująca go na arenie międzynarodowej. Obecnie zajmuje 24. miejsce w rankingu FIVB.

## Skład na Ligę Narodów 2023[2]
Zawodniczki:
- 1. Allyssah Fitterer
- 2. Melissa Langegger
- 3. Kiera Van Ryk
- 4. Vicky Savard
- 5. Julia Murmann
- 6. Jazmine White
- 7. Layne Van Buskirk
- 8. Alicia Ogoms
- 9. Alexa Gray
- 10. Courtney Baker
- 11. Andrea Mitrovic
- 12. Jennifer Cross
- 13. Brie King
- 14. Hilary Howe
- 15. Shainah Joseph
- 16. Caroline Livingston
- 17. Katerina Georgiadis
- 18. Kim Robitaille
- 19. Emily Maglio
- 20. Arielle Palermo
- 21. Avery Heppell
- 24. Natasha Calkins
- 25. Sydney Grills
- 26. Quinn Pelland
- 27. Nyadholi Thokbuom
- 28. Averie Allard
- 29. Gabrielle Attieh
- 30. Kacey Jost
- 31. Madyson Saris
- 32. Thana Fayad

## Trenerzy
| Lata      | Imię i nazwisko     |
| --------- | ------------------- |
| 2002-2005 | Lorne Sawula        |
| 2005-2008 | Naoki Miyashita     |
| 2009-2017 | Arnd Ludwig         |
| 2017-2018 | Marcello Abbondanza |
| 2019      | Thomas Black        |
| 2019      | Benjamin Josephson  |
| 2021-2024 | Shannon Winzer      |
| 2025-     | Giovanni Guidetti   |

## Sukcesy

### Igrzyska Panamerykańskie
- 1995

### Puchar Panamerykański
- 2002, 2018

### Mistrzostwa Ameryki Północnej, Środkowej i Karaibów
- 1973, 1989,
- 1977, 1983, 1985, 1987, 1991, 1993, 1995, 1999, 2019, 2021, 2023[4]

## Igrzyska Olimpijskie
| Rok  | Kraj           | Miejsce      |
| ---- | -------------- | ------------ |
| 1964 | Tokio          | brak udziału |
| 1968 | Meksyk         | brak udziału |
| 1972 | Monachium      | brak udziału |
| 1976 | Montreal       | 8. miejsce   |
| 1980 | Moskwa         | brak udziału |
| 1984 | Los Angeles    | 8. miejsce   |
| 1988 | Seul           | brak udziału |
| 1992 | Barcelona      | brak udziału |
| 1996 | Atlanta        | 9. miejsce   |
| 2000 | Sydney         | brak udziału |
| 2004 | Ateny          | brak udziału |
| 2008 | Pekin          | brak udziału |
| 2012 | Londyn         | brak udziału |
| 2016 | Rio de Janeiro | brak udziału |
| 2020 | Tokio          | brak udziału |
| 2024 | Paryż          | brak udziału |

## Igrzyska Panamerykańskie
| Rok  | Miasto         | Miejsce      |
| ---- | -------------- | ------------ |
| 1955 | Meksyk         | brak udziału |
| 1959 | Chicago        | brak udziału |
| 1963 | San Paolo      | brak udziału |
| 1967 | Winnipeg       | 6. miejsce   |
| 1971 | Cali           | 5. miejsce   |
| 1975 | Meksyk         | 4. miejsce   |
| 1979 | San Juan       | 6. miejsce   |
| 1983 | Caracas        | 5. miejsce   |
| 1987 | Indianapolis   | 5. miejsce   |
| 1991 | Hawana         | 4. miejsce   |
| 1995 | Mar del Plata  | 3. miejsce   |
| 1999 | Winnipeg       | 5. miejsce   |
| 2003 | Santo Domingo  | brak udziału |
| 2007 | Rio de Janeiro | brak udziału |
| 2011 | Guadalajara    | 7. miejsce   |
| 2015 | Toronto        | 8. miejsce   |
| 2019 | Lima           | 8. miejsce   |

## Mistrzostwa Świata
| Rok  | Kraj             | Miejsce      |
| ---- | ---------------- | ------------ |
| 1952 | ZSRR             | brak udziału |
| 1956 | Francja          | brak udziału |
| 1960 | Brazylia         | brak udziału |
| 1962 | ZSRR             | brak udziału |
| 1967 | Japonia          | brak udziału |
| 1970 | Bułgaria         | brak udziału |
| 1974 | Meksyk           | 12. miejsce  |
| 1978 | ZSRR             | 14. miejsce  |
| 1982 | Peru             | 11. miejsce  |
| 1986 | Czechosłowacja   | 15. miejsce  |
| 1990 | Chiny            | 14. miejsce  |
| 1994 | Brazylia         | brak udziału |
| 1998 | Japonia          | brak udziału |
| 2002 | Niemcy           | 18. miejsce  |
| 2006 | Japonia          | brak udziału |
| 2010 | Japonia          | 21. miejsce  |
| 2014 | Włochy           | 19. miejsce  |
| 2018 | Japonia          | 18. miejsce  |
| 2022 | Polska/ Holandia | 10. miejsce  |
| 2025 | Tajlandia        |              |

## Mistrzostwa Ameryki Północnej, Środkowej i Karaibów
| Rok  | Kraj              | Miejsce      |
| ---- | ----------------- | ------------ |
| 1969 | Meksyk            | 4. miejsce   |
| 1971 | Kuba              | brak udziału |
| 1973 | Meksyk            | 2. miejsce   |
| 1975 | Stany Zjednoczone | 4. miejsce   |
| 1977 | Dominikana        | 3. miejsce   |
| 1979 | Kuba              | 4. miejsce   |
| 1981 | Meksyk            | 4. miejsce   |
| 1983 | Stany Zjednoczone | 3. miejsce   |
| 1985 | Dominikana        | 3. miejsce   |
| 1987 | Kuba              | 3. miejsce   |
| 1989 | Portoryko         | 2. miejsce   |
| 1991 | Kanada            | 3. miejsce   |
| 1993 | Stany Zjednoczone | 3. miejsce   |
| 1995 | Dominikana        | 3. miejsce   |
| 1997 | Portoryko         | 4. miejsce   |
| 1999 | Meksyk            | 3. miejsce   |
| 2001 | Dominikana        | brak udziału |
| 2003 | Dominikana        | 4. miejsce   |
| 2005 | Trynidad i Tobago | 5. miejsce   |
| 2007 | Kanada            | 4. miejsce   |
| 2009 | Portoryko         | 5. miejsce   |
| 2011 | Portoryko         | 6. miejsce   |
| 2013 | Stany Zjednoczone | 4. miejsce   |
| 2015 | Meksyk            | 4. miejsce   |
| 2017 |                   |              |
| 2019 | Portoryko         | 3. miejsce   |
| 2021 | Meksyk            | 3. miejsce   |
| 2023 | Kanada            | 3. miejsce   |

## Grand Prix
| Rok  | Miasto          | Miejsce      |
| ---- | --------------- | ------------ |
| 1993 | Hongkong        | brak udziału |
| 1994 | Szanghaj        | brak udziału |
| 1995 | Szanghaj        | brak udziału |
| 1996 | Szanghaj        | brak udziału |
| 1997 | Kobe            | brak udziału |
| 1998 | Hongkong        | brak udziału |
| 1999 | Yuxi            | brak udziału |
| 2000 | Manila          | brak udziału |
| 2001 | Makau           | brak udziału |
| 2002 | Hongkong        | brak udziału |
| 2003 | Andria          | 12. miejsce  |
| 2004 | Reggio Calabria | brak udziału |
| 2005 | Sendai          | brak udziału |
| 2006 | Reggio Calabria | brak udziału |
| 2007 | Ningbo          | brak udziału |
| 2008 | Yokohama        | brak udziału |
| 2009 | Tokio           | brak udziału |
| 2010 | Ningbo          | brak udziału |
| 2011 | Makau           | brak udziału |
| 2012 | Ningbo          | brak udziału |
| 2013 | Sapporo         | brak udziału |
| 2014 | Tokio           | 19. miejsce  |
| 2015 | Omaha           | 18. miejsce  |
| 2016 | Bangkok         | 19. miejsce  |
| 2017 | Nankin          | 20. miejsce  |

### Liga Narodów
| Rok  | Miasto    | Miejsce      |
| ---- | --------- | ------------ |
| 2018 | Nankin    | brak udziału |
| 2019 | Nankin    | brak udziału |
| 2021 | Rimini    | 14. miejsce  |
| 2022 | Ankara    | 12. miejsce  |
| 2023 | Arlington | 10. miejsce  |
| 2024 | Bangkok   | 10. miejsce  |